# Revolution Radio
Revolution Radio é o décimo segundo álbum de estúdio da banda de punk rock estadunidense Green Day, lançado oficialmente dia 7 de outubro de 2016. Este é o décimo segundo álbum de estúdio e foi lançado no trigésimo aniversário de formação da banda. O primeiro single deste álbum, Bang Bang, foi lançado no dia 11 de agosto de 2016, e o segundo, intitulado com o mesmo nome do álbum, lançado dia 9 de setembro de 2016.
O álbum estreou em primeiro lugar na Billboard 200, com cerca de 100.000 cópias vendidas na primeira semana nos Estados Unidos, sendo assim o terceiro álbum da banda a atingir essa marca. Também estreou em primeiro lugar nas vendas mundiais, vendendo 206.000 cópias mundialmente em sua primeira semana.
Os singles Bang Bang e Still Breathing atingiram a primeira posição em várias paradas de Rock e Música alternativa da Billboard, além de também atingir a primeira posição nas mais tocadas nas rádios de Rock e Alternativa dos Estados Unidos.
Revolution Radio teve boa aceitação pela crítica, levou a nota 72/100 no Metacritic, além disso a revista Kerrang! deu a nota 100/100 para o álbum, e também a importante revista Rolling Stone deu a nota 80/100 para o disco.
O álbum conta hoje com mais de 750 mil cópias vendidas, sendo cerca de 300 mil nos Estados Unidos, um grande número para a era digital, com a queda da venda de discos.

## Informações das faixas
O guitarrista e vocalista Billie Joe Armstrong considera o primeiro verso da abertura de Somewhere Now como o melhor começo de álbum que a banda já fez. O baterista Tré Cool, por sua vez, considera seu trabalho na faixa como o melhor de sua vida. A letra também dialoga com a luta de Billie após recuperar-se de drogas.
Bang Bang fala sobre atentados de atiradores na perspectiva de um deles e foi a primeira faixa escrita para o álbum, além de ser o primeiro single. A inspiração para a faixa-título veio após Billie participar de uma passeata do Black Lives Matter em Nova Iorque - "Say Goodbye", que, por sua vez, foi inspirada por imagens que ele viu de veículos militares nas ruas de Ferguson, Missouri. Outlaws é considerada uma continuação de Christie Road, do Kerplunk (1992), e aborda a época adolescente da banda.
Bouncing Off the Wall era originalmente intitulada "Concrete Dream" e foi uma das últimas a serem adicionadas ao disco. Still Breathing aborda três personagens: um viciado à beira da morte, um jogador de cassino prestes a perder tudo e um soldado ferido na linha de frente. Youngblood é uma homenagem à esposa de Billie, enquanto que Too Dumb to Die é uma letra autobiográfica dele.
Troubled Times aborda um Estados Unidos à beira do colapso, com conflitos raciais e desigualdade econômica. Forever Now é a faixa mais longa do álbum, com quase sete minutos, e foi construída a partir da junção de três outras faixas originalmente independentes uma das outras. O encerramento de Ordinary World foi escrito para o filme de mesmo nome que terá Billie no papel principal como um roqueiro falido que virou pai de família. Ela é escrita do ponto de vista do personagem.

## Lista de Músicas
| N.º | Título                  | Duração |  |
| 1.  | "Somewhere Now"         | 4:08    |  |
| 2.  | "Bang Bang"             | 3:25    |  |
| 3.  | "Revolution Radio"      | 3:01    |  |
| 4.  | "Say Goodbye"           | 3:39    |  |
| 5.  | "Outlaws"               | 5:02    |  |
| 6.  | "Bouncing Off the Wall" | 2:40    |  |
| 7.  | "Still Breathing"       | 3:45    |  |
| 8.  | "Youngblood"            | 2:32    |  |
| 9.  | "Too Dumb to Die"       | 3:23    |  |
| 10. | "Troubled Times"        | 3:04    |  |
| 11. | "Forever Now"           | 6:52    |  |
| 12. | "Ordinary World"        | 3:00    |  |

## Créditos
Green Day
- Billie Joe Armstrong – vocais, guitarras, piano, produção
- Mike Dirnt – baixo, vocais de apoio, produção
- Tré Cool – bateria, percussão, produção

Outros
- Ronnie Blake – trompete em "Bouncing Off the Wall"
- Chris Dugan – engenharia[2]
- Andrew Scheps – mixagem[2]
- Eric Boulanger – masterização[2]

## Paradas
| Paradas (2016)                          | Maior posição |
| --------------------------------------- | ------------- |
| Austrália (ARIA)                        | 2             |
| Áustria (Ö3 Austria Top 40)             | 4             |
| Bélgica (Ultratop Flandres)             | 2             |
| Bélgica (Ultratop Valônia)              | 6             |
| Canadá (Billboard)                      | 1             |
| Croácia (IFPI)                          | 1             |
| Dinamarca (Hitlisten)                   | 31            |
| Países Baixos (Dutch Charts)            | 4             |
| Finlândia (Suomen virallinen lista)     | 5             |
| França (SNEP)                           | 16            |
| Alemanha (Offizielle Deutsche Charts)   | 2             |
| Grécia (IFPI Greece)                    | 2             |
| Hungria (MAHASZ)                        | 6             |
| Irlanda (IRMA)                          | 1             |
| Itália (FIMI)                           | 1             |
| Japão (Oricon)                          | 8             |
| Coreia do Sul (GAON)                    | 2             |
| Nova Zelândia (RMNZ)                    | 1             |
| Noruega (VG-lista)                      | 8             |
| Polónia (ZPAV)                          | 20            |
| Portugal (AFP)                          | 8             |
| Escócia (Official Scottish Albums)      | 1             |
| Espanha (PROMUSICAE)                    | 5             |
| Suécia (Sverigetopplistan)              | 2             |
| Suíça (Schweizer Hitparade)             | 2             |
| Taiwan                                  | 5             |
| Reino Unido (UK Albums Chart)           | 1             |
| Estados Unidos (Billboard 200)          | 1             |
| Estados Unidos (Top Alternative Albums) | 1             |
| Estados Unidos (Top Rock Albums)        | 1             |

| Parada (2016)                  | Posição |
| ------------------------------ | ------- |
| Estados Unidos (Billboard 200) | 195     |